# Passaporto belga
Il passaporto belga è un documento di identità rilasciato ai propri cittadini dal Regno del Belgio per i loro viaggi fuori dall'Unione europea e dallo Spazio economico europeo
Vale come prova del possesso della cittadinanza belga ed è necessario per richiedere assistenza e protezione presso le ambasciate del Belgio nel mondo.

## Tipi di passaporti

### Passaporti standard
I passaporti standard sono rilasciati per viaggi ordinari, come vacanze e viaggi d'affari. Sono bordeaux, disponibili nei formati da 35 e 60 pagine, e sono validi per 7 anni.

### Passaporti speciali
- I passaporti diplomatici sono rilasciati ai membri della famiglia reale belga, ai membri del governo, ai ministri di Stato e ai rappresentanti del Belgio o delle Comunità o Regioni (diplomatici, addetti economici o commerciali, il rappresentante principale di ogni Comunità o Regione).
- I passaporti di servizio sono rilasciati ai funzionari dei servizi pubblici federali, dei ministeri, dei parlamenti e dei servizi giudiziari inviati in missione ufficiale all'estero dalle autorità belghe.
- I passaporti temporanei sono rilasciati in condizioni di emergenza, se c'è un'urgenza giustificabile che richiede un viaggio immediato. Sono di colore verde scuro e validi solo per 6 mesi.
- I documenti di viaggio d'emergenza sono rilasciati dai rappresentanti diplomatici belgi all'estero quando un passaporto precedentemente rilasciato è stato perso. Hanno solo 6 pagine.

## Aspetto e caratteristiche
Il passaporto belga rispetta le caratteristiche dei passaporti dell'Unione europea. 
La copertina è di colore rosso borgogna con lo stemma del Belgio al centro.
Sopra lo stemma ci sono le parole "EUROPESE UNIE" (olandese), "UNION EUROPÉENNE" (francese) e "EUROPÄISCHE UNION" (tedesco) seguite da "KONINKRIJK BELGIË" (olandese), "ROYAUME DE BELGIQUE" (francese) and "KÖNIGREICH BELGIEN"(tedesco) mentre al di sotto troviamo le parole "PASPOORT - PASSEPORT - REISEPASS" nelle tre lingue ufficiali.

Nel passaporto biometrico belga (e-passport), rilasciato dal 15 novembre 2004, compare anche l'apposito simbolo La sequenza delle lingue in copertina è olandese-francese-tedesco, francese-tedesco-olandese o tedesco-francese-olandese, a seconda della appartenenza linguistica del titolare del documento

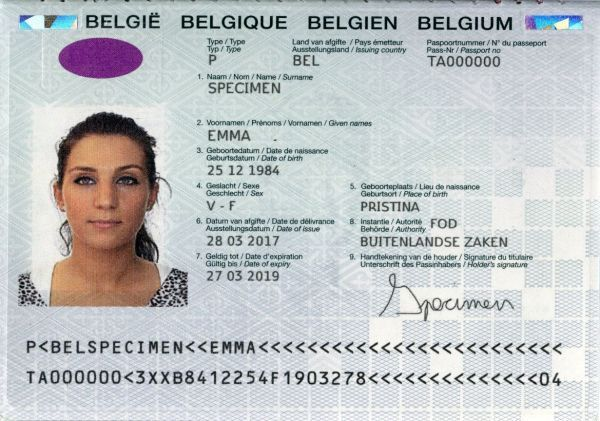
Pagina dei dati del passaporto belga

La sequenza delle lingue in copertina è olandese-francese-tedesco, francese-tedesco-olandese o tedesco-francese-olandese, a seconda della appartenenza linguistica del titolare del documento.

### Pagina di identificazione[2]
- Fotografia del titolare del passaporto: Larghezza: 35mm, Altezza: 45mm; Altezza testa (fino alla sommità dei capelli): 34.5mm; Distanza dalla parte superiore della foto alla parte superiore dei capelli: 3mm
- Tipo ("P" per passaporto)
- Codice paese
- Numero di serie del passaporto
- Nome del titolare del passaporto
- Nazionalità
- Data di nascita (DD. М. М. YYYY)
- Sesso (M per maschio o F per femmina)
- Luogo di nascita
- Data di emissione (DD. М.М. YYYY)
- Firma del titolare del passaporto
- Data di validità (DD. М.М. YYYY)

### Validità
Vale cinque anni dalla data del rilascio

## Amministrazione

### Rilascio dei passaporti
I passaporti belgi sono rilasciati dal FPS Foreign Affairs, il ministero degli affari esteri del paese. I cittadini belgi possono richiedere un passaporto presso il comune o l'ambasciata dove sono legalmente registrati, che a sua volta procura il passaporto dal ministero.
I passaporti costano circa 93,50 euro a seconda del luogo di rilascio. È possibile fare una richiesta urgente ad un costo maggiore.
L'identificatore del passaporto è un 8 caratteri alfanumerici con la struttura AB123456; 2 alfa seguiti da 6 cifre.

## Cittadinanza dell'Unione europea
I cittadini belgi sono anche cittadini dell'Unione europea e quindi godono dei diritti di libera circolazione e residenza in qualsiasi altro paese dell'Unione europea, così come in altri stati dello Spazio economico europeo e in Svizzera. Il diritto alla libera circolazione è previsto dall'articolo 21 del trattato UE.

## Passaporti falsi
Secondo la polizia belga tra il 1990 e il 2002 erano stati rubati 19.050 passaporti belgi usati poi per creare documenti di viaggio falsi